# Nehaiivka, Konotop
Nehaiivka (în ucraineană Нехаївка) este un sat în comuna Karabutove din raionul Konotop, regiunea Sumî, Ucraina.

## Demografie
Componența lingvistică a localității Nehaiivka
     Ucraineană (97,83%)
     Rusă (2,17%)
Conform recensământului din 2001, majoritatea populației localității Nehaiivka era vorbitoare de ucraineană (97,83%), existând în minoritate și vorbitori de rusă (2,17%).